# تشاك هولتون
تشاك هولتون (بالإنجليزية: Chuck Holton)‏ هو متحدث تحفيزي أمريكي، ولد في 1969 في كارسون سيتي في الولايات المتحدة.